# Where the Light Shines Through
Where the Light Shines Through —en español: Por donde brilla la luz— es el décimo álbum de estudio de la banda estadounidense de rock alternativo Switchfoot. El álbum fue grabado en el estudio de grabación de la banda del punto X en su ciudad natal San Diego, y producido por Switchfoot y John Fields , con el que la banda ha trabajado en su álbum The Beautiful Letdown (2003) y su seguimiento, Nothing Is Sound (2005) y  Oh! Gravity. (2006). Es el primer álbum de Switchfoot que se libera a través de Vanguard.

## Promoción
El 10 de marzo de 2016, Switchfoot lanzó un video detrás de las escenas que muestran a la banda trabajando en su décimo álbum de estudio. El título del álbum y la fecha de lanzamiento se anunció oficialmente el 12 de mayo de 2016. Más tarde, el Ese mismo día, la banda lanzó un tráiler del álbum, y un vídeo musical para una versión acústica de "Live It Well" en YouTube. Seis días más tarde, lanzaron el lanzamiento oficial de estudio de la misma pista en iTunes.

## Lista de canciones
Edición estándar
| N.º | Título                             | Duración |  |
| 1.  | «Holy Water»                       | 3:47     |  |
| 2.  | «Float»                            | 4:12     |  |
| 3.  | «Where the Light Shines Through»   | 4:24     |  |
| 4.  | «I Won't Let You Go»               | 4:47     |  |
| 5.  | «If the House Burns Down Tonight»  | 4:31     |  |
| 6.  | «The Day That I Found God»         | 4:18     |  |
| 7.  | «Shake This Feeling»               | 3:37     |  |
| 8.  | «Bull in a China Shop»             | 3:58     |  |
| 9.  | «Live It Well»                     | 3:56     |  |
| 10. | «Looking for America» (con Lecrae) | 3:55     |  |
| 11. | «Healer of Souls»                  | 3:47     |  |
| 12. | «Hope is the Anthem»               | 4:21     |  |

Edición de lujo
| Deluxe Edition bonus tracks |                          |          |  |
| N.º                         | Título                   | Duración |  |
| 13.                         | «Light and Heavy»        | 3:33     |  |
| 14.                         | «Begin Forever»          | 3:58     |  |
| 15.                         | «When Was the Last Time» | 3:19     |  |

Pre-order bonus tracks
| Pre-order bonus downloads |                            |          |  |
| N.º                       | Título                     | Duración |  |
| 16.                       | «Bloodlines»               | 4:52     |  |
| 17.                       | «My Place in the Sunlight» | 4:01     |  |

## Posicionamiento en lista
| Lista (2016)                          | Posición |
| ------------------------------------- | -------- |
| Australia (ARIA)                      | 34       |
| Canadá (Billboard Canadian Albums)    | 20       |
| New Zealand Heatseekers Albums (RMNZ) | 1        |
| Suiza (Schweizer Hitparade)           | 69       |
| Estados Unidos (Billboard 200)        | 10       |

## Componentes
Switchfoot
- Jon Foreman - voz principal, guitarra rítmica
- Tim Foreman - bajo eléctrico, coros
- Chad Butler - batería
- Jerome Fontamillas - guitarra rítmica, teclado, coros
- Drew Shirley - guitarra principal, coros